# Кронштадтський провулок (Київ)
Кроншта́дтський провулок — зниклий провулок Києва. Пролягав від Горлівської вулиці до вулиці Чебишова. 
Прилучалася Кам'янська вулиця та провулок Умільців.

## Історія
Провулок виник не пізніше кінця 1940-х років під назвою Першотравневий. Назву Кронштадтський (на честь міста Кронштадт) провулок отримав 1955 року. Ліквідований у середині 1980-х років у зв'язку зі знесенням малоповерхової забудови Села Шевченка.